# 김선 (영화 감독)
김선(1978년 ~ )은 대한민국의 영화 감독이자 영화 각본가이다.

## 영화
- 2001년 영화 《이 사람을 보라》(각본&감독)
- 2003년 영화 《자본당 선언:만국의 노롱자여, 축적하라》(각본&감독&편집)
- 2004년 영화 《빛과 계급》(감독)
- 2005년 영화 《이것은 다큐멘터리가 아니다》(스텝)
- 2005년 영화 《뇌절개술》(각본&감독&편집)
- 2006년 영화 《세번째 시선》(감독)
- 2006년 영화 《정당정치의 역습》(감독)
- 2006년 영화 《Bomb! Bomb! Boom!》(감독)
- 2006년 영화 《은하해방전선》... 몽고형제 감독 역
- 2007년 영화 《드릴 소년》(감독)
- 2008년 영화 《철의 여인》(각본&감독&촬영&편집)
- 2009년 영화 《반두비》... 조깅 커플 역(우정출연)
- 2009년 영화 《고갈》(현상부문&이밀전부식&제작&편집)
- 2011년 영화 《화이트: 저주의 멜로디》(각본&감독)
- 2012년 영화 《무서운 이야기》(감독&각본)
- 2012년 영화 《코메디:다 웃자고 하는 얘기》(감독)
- 2012년 영화 《솔루션》(감독)
- 2013년 영화 《방독피》(각본&감독)
- 2013년 영화 《자가당착:시대정신과 현실참여》(각본&감독&촬영&편집)
- 2016년 영화 《무서운 이야기 3: 화성에서 온 소녀》(감독)
- 2021년 영화 《보이스》(감독&각색)